# Oligodon nagao
Espèce
Oligodon nagao est une espèce de serpent de la famille des Colubridae.

## Répartition
Cette espèce se rencontre  :
- au Viêt Nam dans la province de Cao Bằng ;
- au Laos dans la province de Khammouane ;
- en Chine dans la province du Guangxi ;

## Publication originale
- David, Nguyen, Nguyen, Jiang, Chen, Teynié & Ziegler, 2012 : A new species of the genus Oligodon Fitzinger, 1826 (Squamata: Colubridae) from northern Vietnam, southern China and central Laos. Zootaxa, n. 3498, p. 45–62.